# Langasandur
Langasandur este un oraș din Insulele Faroe.